# آدلاید دل واستو
آدلاید دل واستو (انگلیسی: Adelaide del Vasto; ح. 1075 – ۱۶ آوریل ۱۱۱۸)، دختر مانفرد دل واستو، ملکه اورشلیم بود که از در فاصله سال‌های ۱۰۷۵ تا ۱۱۱۸ زندگی می‌کرد.
وی پس از مرگ همسرش راجر یکم سیسیل به‌عنوان نایب‌السطنه پسرانش راجر دوم و سایمون انتخاب شد. در سال ۱۱۱۳ میلادی، به ازدواج بالدوین یکم، پادشاه اورشلیم درآمد و براساس تعهدی که در هنگام ازدواج صورت گرفت، اگر آنان از این ازدواج صاحب فرزندی نمی‌شدند، راجر دوم پس از مرگ بالدوین باید به‌جای وی به پادشاهی اورشلیم می‌رسید. اما با نقشه آرنولوف بالدوین به این بهانه که همسر دوم او در قید حیات است و ازدواج او با آدلاید از نظر کلیسا نامشروع است، از او جدا شد و فرزند بالدوین از دومین همسرش به نیابت سلطنت منصوب شد. پس از ن آدلاید در آوریل سال ۱۱۱۷، به سیسیل بازگشت و در ۱۶ آوریل ۱۱۱۸ درگذشت.